# Герои Социалистического Труда Еврейской автономной области
Еврейская автономная область — субъект Российской Федерации, до 1993 года входивший под тем же названием в состав Хабаровского края.
В настоящий алфавитный список включены 9 Героев Социалистического Труда, на момент присвоения звания проживавших на территории Еврейской автономной области, и 1 уроженец ЕАО, получивший звание Героя в другом регионе страны.
В таблицах отображены фамилия, имя и отчество Героев, должность и место работы на момент присвоения звания, дата Указа Президиума Верховного Совета СССР, отрасль народного хозяйства, а также ссылка на биографическую статью на сайте «Герои страны». Формат таблиц предусматривает возможность сортировки по указанным параметрам путём нажатия на стрелку в нужной графе.

## История
Первое присвоение звания Героя Социалистического Труда в Еврейской автономной области было произведено 1 августа 1959 года Виктору Михайловичу Дубровину, машинисту паровозного депо Облучье Амурской железной дороги.
Последним Героем Социалистического Труда 2 августа 1983 года стала Елена Кальмановна Арнаполина, швея-мотористка Биробиджанской чулочно-трикотажной фабрики. Один из девяти Героев Социалистического Труда, Владимир Израйлевич Пеллер, является полным кавалером ордена Славы.

## Лица, удостоенные звания Героя Социалистического Труда в Еврейской АО
| № | Фамилия, имя, отчество       | Даты жизни              | Деятельность | Дата присвоения | Отрасль               | ГС       |
| - | ---------------------------- | ----------------------- | --- | --------------- | --------------------- | -------- |
| 1 | Арнаполина Елена Кальмановна | род. 21.01.1945         | Швея-мотористка Биробиджанской чулочно-трикотажной фабрики Министерства текстильной промышленности РСФСР, Еврейская автономная область              | 02.08.1983      | лёгкая промышленность | [ ГС 1 ] |
| 2 | Брахманова Мария Петровна    | 28.05.1926 — 24.12.2002 | Звеньевая колхоза «Заветы Ильича» Биробиджанского района Еврейской автономной области                                                               | 23.12.1976      | сельское хозяйство    | [ ГС 2 ] |
| 3 | Ватутин Фёдор Егорович       | 1910 — 23.03.2004       | Председатель колхоза «Трудовая нива» Ленинского района Еврейской автономной области                                                                 | 12.03.1966      | сельское хозяйство    | [ ГС 3 ] |
| 4 | Врублевский Виктор Иванович  | 18.05.1930 — 31.12.2011 | Машинист вращающихся печей Теплоозёрского цементного завода Министерства промышленности строительных материалов РСФСР, Еврейская автономная область | 28.07.1966      | промстройматериалы    | [ ГС 4 ] |
| 5 | Дубровин Виктор Михайлович   | 1916 — 06.1986          | Машинист паровозного депо Облучье Амурской железной дороги, Еврейская автономная область                                                            | 01.08.1959      | транспорт             | [ ГС 5 ] |
| 6 | Карасик Хая Абрамовна        | 15.03.1925 — 04.10.2009 | Швея-мотористка Биробиджанской текстильно-швейной фабрики Министерства лёгкой промышленности РСФСР, Еврейская автономная область                    | 05.04.1971      | лёгкая промышленность | [ ГС 6 ] |
| 7 | Паздников Владимир Ерофеевич | 12.07.1928 — 14.05.2019 | Начальник кукурузоводческого отряда совхоза «Добринский» Ленинского района Еврейской автономной области                                             | 08.04.1971      | сельское хозяйство    | [ ГС 7 ] |
| 8 | Пеллер Владимир Израйлевич   | 06.09.1913 — 25.12.1978 | Председатель колхоза «Заветы Ильича» Биробиджанского района Еврейской автономной области                                                            | 22.03.1966      | сельское хозяйство    | [ ГС 8 ] |
| 9 | Покатыло Мария Иосифовна     | 26.08.1921 — 31.03.2005 | Заведующая молочнотоварной фермой колхоза «Заветы Ильича» Биробиджанского района Еврейской автономной области                                       | 07.03.1960      | сельское хозяйство    | [ ГС 9 ] |

## Уроженцы Еврейской автономной области, удостоенные звания Героя Социалистического Труда в других регионах СССР
| № | Фамилия, имя, отчество | Даты жизни              | Деятельность                                                                  | Дата присвоения | Отрасль | Место рождения    | ГС       |
| - | ---------------------- | ----------------------- | ----------------------------------------------------------------------------- | --------------- | ------- | ----------------- | -------- |
| 1 | Хан Леонид Игнатьевич  | 18.11.1930 — 20.09.2013 | Звеньевой колхоза имени Энгельса Нижне-Чирчикского района Ташкентской области | 17.07.1951      | сельхоз | Октябрьский район | [ ГС 1 ] |